# Глостерская ратуша
Глостерская ратуша (англ. Gloucester City Hall) находится в городе Глостер (штат Массачусетс, США). В ней проходят заседания городского совета Глостера (Gloucester City Council) и других органов управления.

## История и архитектура

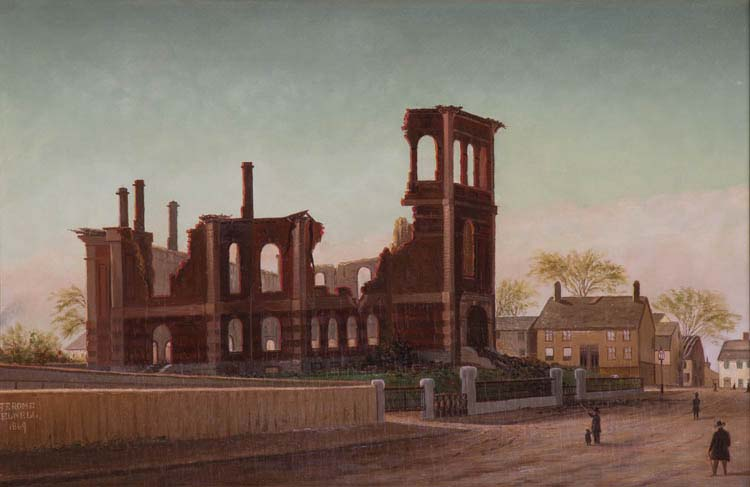
Развалины сгоревшей ратуши на Дейл-авеню (картина Д. Джерома Элвелла, 1869)

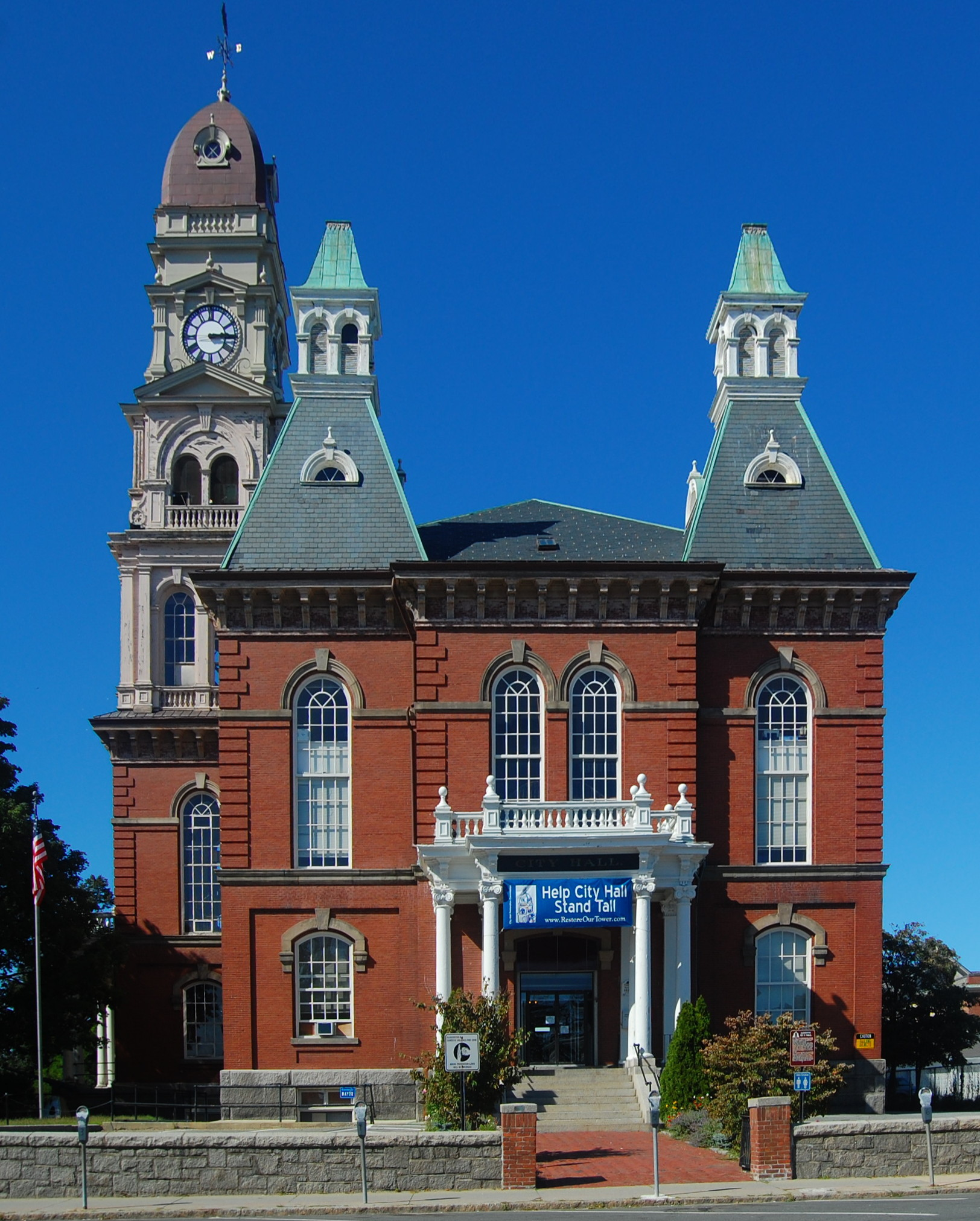
Глостерская ратуша (2009 год)

Нынешняя ратуша — третье по счёту здание для городских властей Глостера. Первым было здание ратуши (Town House) на Вашингтон-стрит, построенное в 1844 году. В 1867 году была построена вторая ратуша на том же месте, что и нынешняя, но она сгорела при пожаре 16 мая 1869 года. Практически сразу после этого началось строительство новой ратуши, и она была открыта в июне 1871 года.
Новое здание ратуши спроектировали бостонские архитекторы Гридли Джеймс Фокс Брайант и Луис П. Роджерс (Louis P. Rogers). Их дизайн сочетал в себе элементы стиля Второй французской империи, итальянского неоренессанса, а также викторианского готического и английского стилей. Дизайн построенного здания немного напоминал Индепенденс-холл в Филадельфии. Внутренние помещения украшены настенными росписями, созданными американскими художниками Чарльзом Алланом Уинтером (Charles Allan Winter) и Фредериком Малхауптом (Frederick Mulhaupt) в 1934—1942 годах.
Подножие ратуши находится на холме на высоте 46 футов (14 м) над уровнем моря, а высота башни ратуши — 148 футов (45 м), или 194 фута (59 м) над уровнем моря. Верхушка флюгера на башне до сих пор остаётся самой высокой точкой Глостера.
8 мая 1973 года Глостерская ратуша была внесена в Национальный реестр исторических мест США под номером 73000297.